# Pandatsang Rapga
Rapga Tendzin Lhundrub Pangdatsang (rab dga 'bstan' dzin lhun 'grub spang mda' tshang) (1902- 26 février 1976) est un homme politique tibétain surtout connu pour avoir fondé le Parti progressiste tibétain.

## Biographie
Pandatsang Rapga est née en 1902. Il est le fils de Nyigyel Pangdatsang, un commerçant Khampa qui développa l'une des grandes entreprises commerciales du Tibet au début du XXe siècle dans la famille Pangdatsang, et de son épouse Nyi Karma, de la famille Drongmetsang de Markham. Il a trois frères : Nyima (1883-1940), Lobzang Yampel (c.1900-1972 / 3) et Tobgyal (1904-1972 / 3). Au cours de deux générations, la famille Pangdatsang a accumulé richesse, pouvoir et influence, devenant l'une des familles les plus riches du Tibet.
Enfant, Rapga a été élevé par des parents sans enfants de la région de Markham. 
La mort du 13e dalaï-lama, Thubten Gyatso en 1933 a conduit à une lutte de pouvoir à Lhassa au cours de laquelle le Kashag et l'Assemblée ont arrêté et banni Thupten Kunphel-la, favori du dalaï-lama. La famille Pangdatsang avait été en relation étroite avec ces derniers. Quand Rapga et Tobgyal apprirent à Markham l'arrestation de Kunphel, on leur dit à tort que leur frère Yampel était en difficulté.
Tobgyal, chef des territoires de Pangdatsang à Markham, était aussi capitaine (ru dpon) de l'armée tibétaine. Imaginant  leur frère arrêté, Rapga et Tobgyal ont décidé de fomenter une rébellion. Tobgyal a rassemblé une troupe privée de cinq cents soldats et attaqua le siège du régiment du gouvernement à Markham. Tobgyal et Rapga ont réussi à capturer un régiment de cent soldats, une centaine de fusils et trois canons. Sous la menace d'une attaque de grande force du gouvernement tibétain, ils ont fui vers Batang où ils ont mis en place un camp.
Selon certaines sources, l'intention des frères était de mettre en place un État Khampa indépendant, tandis que pour d'autres, dont les forces coloniales britanniques, la rébellion était liée à leur mécontentement envers Lhassa et à l'arrestation de Kunphel. À Lhassa, Yampel dût rembourser les dommages causés par ses frères et les fusils et les munitions volés. Rapga et Tobgyal ont finalement résolu leurs différends avec le gouvernement tibétain.
Après la révolte de 1934 des frères Pangdatsang, connue aussi sous le nom de révolte de Tobgyal, Rapga s'est rendu au Sichuan discuter de la situation du Tibet avec les dirigeants du Guomindang. Malgré leurs promesses, il est parti en secret pour Nanjing rencontrer le général Chiang Kai-shek en 1935. En conséquence de son voyage en Chine, il fut employé par le Bureau des affaires de la Mongolie et du Tibet à Nanjing. Dégoûté par les événements à Lhassa, critique de la domination britannique en Inde, et sympathisant du fondateur de la République chinoise, Sun Yat-sen, il n'est pas surprenant qu'il se soit tourné vers le Guomindang pour obtenir de l'aide pour son projet de transformation du Tibet.
La politique de la Chine à cette époque soutenait l'autodétermination des nationalités. Selon les archives personnelles de Rapga, il était convaincu que son travail avec le Guomindang l'aurait aidé à moderniser la gouvernance tibétaine. À la fin des années 1930, Rapga s'est rendu à Kalimpong, centre du commerce tibétain dans le nord-est de l'Inde, où il a rencontré des nationalistes indiens. Il est retourné en Chine en 1938 via le Tibet.
Lors de ce voyage, il a rencontré à plusieurs reprises Chiang Kai-shek qui l'a financé directement en espèces et en biens à vendre, comme des brocarts en soie. Il est revenu à Kalimpong en 1943.
Rapga est connu des historiens pour ses activités à Kalimpong au milieu des années 1940. Il y a fondé le Parti progressiste tibétain à Kalimpong en 1939, avec le poète et aristocrate Changlochen Kung Sonam Gyelpo et Kunphel, qui fut secrétaire. Kunphel et Changlochen, qui avaient tous deux été arrêtés et bannis dans le Kongpo après la mort du 13e dalaï-lama, avaient fui en Inde en 1937. Gendun Chopel était également associé au parti bien qu'il ne l'ait pas rejoint officiellement. Plus tard, lorsque Gendun Chopel est retourné au Tibet via le Bhoutan et Mon Tawang, il a réalisé une carte de la région, dont la frontière du Tibet de la ligne MacMahon, que Rapga lui avait demandée. Que Gendun Chopel l'ait su ou non, Rapga destinait la carte au Guomindang. De retour à Lhassa, le gouvernement tibétain a accusé Gendun Chopel de travailler pour les communistes et le Guomindang et il a été emprisonné.
Basé sur le modèle du Guomindang, Rapga envisageait son parti comme une première étape vers la modernisation du gouvernement et de la société tibétaine. Mais le gouvernement tibétain s'opposait à un parti populaire dirigé par des intellectuels, consacré à la réforme sociale et politique. Les Britanniques l'ont aussi critiqué en raison de l'affinité de Rapga pour les philosophies de Sun Yat-sen et ses liens politiques et financiers avec le Guomindang de Chiang Kai-shek, bien que Rapga était un fidèle du 13e dalaï-lama et un ardent nationaliste tibétain.
À Kalimpong, Rapga devint proche de Tharchin Babu, le fondateur du Miroir du Tibet, le premier journal de langue tibétaine qui comptait le dalaï-lama parmi ses abonnés. Dans une interview accordée à Heather Stoddard en 1975, Tharchin a déclaré à propos du parti de Rapga que son but était l'unification du Tibet, mais que les aristocrates de Lhassa ne l'ont pas compris l'accusant de travailler contre le gouvernement tibétain. Le Bureau des Affaires étrangères du Tibet a demandé au Gouvernement indien d'extrader Rapga au Tibet.
Bien que son parti politique n'était pas secret - les partis politiques indiens étaient autorisés par les Britanniques à l'époque - les fonctionnaires coloniaux britanniques ont cherché à l'arrêter pour son antagonisme envers un « gouvernement amical », le Tibet. Finalement, les Britanniques l'ont expulsé sur un technicité d'immigration. Comme Rapga avait un passeport chinois, il ne pouvait être expulsé vers le Tibet, aussi l'ont ils expulsé vers la Chine. Rapga a été accusé de violations de la loi sur les étrangers de 1940 et de la loi sur l'enregistrement des étrangers de 1939. Cela a entraîné la dissolution du Parti progressiste tibétain avant qu'il ait pu effectuer tout changement.
Après son expulsion, Rapga a passé la fin des années 1940 à Shanghai et à Nanjing en Chine, travaillant dans l'entreprise familiale. Appartenant au monde politique et social tibétain, il rencontra des dirigeants chinois et tibétains, notamment Gyalo Thondup, frère aîné du 14e dalai-lama, Tenzin Gyatso. Il a également été conseiller non officiel des missions religieuses et politiques tibétaines en Chine, dont la Mission commerciale tibétaine de 1948, dirigée par Tsepon W. D. Shakabpa et comprenant Yampel Pangdatsang, l'un des trois autres délégués, aux États-Unis et en Angleterre. C'est Rapga Pangdatsang qui leur a conseillé de créer les premiers passeports tibétains et de les utiliser, plutôt que d'accepter les passeports chinois pour leurs voyages.
En 1949, affligé par la victoire communiste en Chine, Rapga retourna dans le Kham pour voir s'il pouvait inciter les autorités chinoises à procéder lentement au Tibet. Le gouvernement communiste chinois l'affecta brièvement à un poste à Chamdo, puis il  quitta définitivement le Tibet au début des années 1950. De retour à Kalimpong, il a été initialement impliqué dans la résistance tibétaine aux Chinois, apportant des troupes de sa famille.
Le 25 août 1962, Rapga a subi une tentative d'assassinat au pistolet à Kalimpong. Après cela, Rapga s'est retiré de la vie publique, vivant d'une modeste entreprise de transport de Kalimpong à Darjeeling. Il est mort à Kalimpong le 26 février 1976, laissant seul son fils Sonam.